# Powiat Koszyce IV
Powiat Koszyce IV (słow. okres Košice IV) – słowacka jednostka administracyjna znajdująca się w kraju koszyckim, obejmująca koszyckie dzielnice: Barca, Juh, Krásna, Nad jazerom, Šebastovce, Vyšné Opátske.
Powiat Koszyce IV zajmuje obszar 59 km², jest zamieszkiwany przez 57 236 obywateli, co daje średnią gęstość zaludnienia w wysokości 970,10 osób na km².